# Stictoptera phryganealis
Stictoptera phryganealis là một loài bướm đêm trong họ Noctuidae.